# 楼钦忠
楼钦忠（1901年—1993年），字章甫，男，浙江诸暨人，中国电力专家，高级工程师。第三届全国人大代表。曾任中国电机工程学会理事。

## 生平
1924年毕业于浙江工业专门学校。曾任戚墅堰发电厂值班工程师、西村发电厂主任工程师，宜宾发电厂总工程师，福州电力公司工程协理，冀北电力公司正工程师。1949年后，历任福州电力公司总工程师，太原电业局第一副局长兼总工程师、山西省电力工业厅副厅长，山西电业管理局副局长兼总工程师等职。